# Stefan Kordian Gacki
Stefan Kordian Gacki (ur. 3 lipca 1901 w Paryżu, zm. 5 grudnia 1984 w Nowym Jorku) – polski krytyk literacki, poeta związany z futuryzmem, przyjmowany za jednego z prekursorów tego kierunku w Polsce.

## Życiorys
W 1923 wydał tomik Przemiany; napisał również m.in. opowiadanie Futurysta. W latach 1924–1925 był redaktorem naczelnym czasopisma awangardowego Almanach Nowej Sztuki – wydawanego w Warszawie. Podczas II wojny światowej walczył w szeregach Polskich Sił Zbrojnych na Zachodzie podczas kampanii francuskiej, po jej upadku przedostał się do Szkocji. Pełnił funkcję dyrektora wydziału wschodniego Ministerstwa Spraw Zagranicznych, a następnie był sekretarzem ambasady Rzeczypospolitej Polskiej w Moskwie i w Kujbyszewie. Od 1945 przebywał w Wielkiej Brytanii, zaś w 1952 osiadł w Stanach Zjednoczonych, gdzie pracował jako komentator polityczny w Radiu Wolna Europa. Od roku 1969 mieszkał we Włoszech. Propagował nowy klasycyzm. Podpisał list pisarzy polskich na Obczyźnie, solidaryzujących się z sygnatariuszami protestu przeciwko zmianom w Konstytucji Polskiej Rzeczypospolitej Ludowej (List 59).